# BeAnywhere
BeAnywhere é uma empresa Portuguesa que desenvolve soluções de Gestão, Monitorização, Acesso e Suporte Remoto para vários nichos do mercado de suporte técnico. Possui Centro de processamento de dados, na Ásia, na Europa e nos Estados Unidos.
Os principais concorrentes da BeAnywhere são a TeamViewer e a Logmein. Fora de Portugal, o mercado onde o software de acesso remoto é mais procurado é o Brasileiro.
O facto de esta empresa se basear num sistema de Computação em nuvem confere-lhe a categoria de Software como serviço – do inglês Software as a service (SaaS). A computação em nuvem (ou Cloud Computing) permite a disponibilização dos serviços desde uma plataforma web, acessível em qualquer localização geográfica, requisitando apenas uma ligação à Internet. Isto cria um modelo de negócios característico da categoria de Software como serviço, onde é cobrado ao utilizador um montante pela utilização dos serviços (denominada “subscrição”), sem a necessidade de adquirir um novo pacote aquando do surgimento de actualizações do software.

## História
Previamente à criação da BeAnywhere, o CEO da empresa, Ruben Dias, fundou a Euro Carisma, uma empresa de segurança informática que em cinco anos se transformou num dos maiores Country Partners da Panda Security, um vendedor de Antivírus.
- 1996 - fundada a BeAnywhere, a única produtora de software de acesso remoto baseada em Portugal[7];
- 2002 - Desenvolvimento do protocolo para uso interno, uma necessidade interna para o suporte técnico do Panda Security;
- 2008 - Criação do conceito para a criação da versão corporate do BAPE (futuro BASE - BeAnywhere Support Express);
- 2012 - Primeiros testes no mercado internacional com o BASE. Em Agosto atingiu 1 milhão de sessões;
- 2013 - Desenvolvimento do BeAnywhere inSight;
- 2014 - BeAnywhere Support Express atinge os 3 milhões de sessões. Abertura dos escritórios no Canadá;
- 2015 - Lançamento comercial do BeAnywhere inSight[8]. BeAnywhere Support Express atinge os 9 milhões de sessões.

## Segurança
Este software utiliza uma negociação de encriptação end-to-end – impede a intercepção da informação. Segundo o manual do produto: “As chaves de encriptação são geradas aleatoriamente entre Viewer e Applet ou Agente BASE a cada sessão. Como medidas de segurança adicionais, o cliente pode configurar uma Master Password (armazenada unicamente no Agente) ou optar por autenticação através da Conta do Windows, bem como requerer a autorização prévia do utilizador na máquina para iniciar uma sessão.”
A sessão remota está integrada num protocolo de comunicação proprietário, cuja segurança global é garantida através da utilização do algoritmo Rijndael (Advanced Encription Standard – AES) com cifra de 256bits. A troca de chaves, executada ao estabelecer sessão, é protegida por SSL baseado em AES-CBC com TLS v1.1, assim como todos os comandos que contenham imagem, comandos de teclado ou rato, e as transferências englobam uma assinatura digital.